# Confédération chrétienne des syndicats malgaches
La Confédération chrétienne des syndicats malgaches (en malgache Sendika krisitianina malagasy) (Sekrima) est une des centrales syndicales de Madagascar affiliées à la Confédération syndicale internationale. Elle est démocratique et ne dépend d'aucune confession religieuse ni d'aucun parti politique.

## Historique
En 1938 est créée la section indigène de la Confédération française des travailleurs chrétiens (CFTC) à Madagascar à l’initiative d’un jésuite, alors professeur au Grand séminaire de théologie Ambatoroka, le futur archevêque de Tananarive Mgr Victor Sartre.
Dès 1956, la section malgache de la CFTC devient la Confédération chrétienne des syndicats malgaches (CCSM), qui adhère directement à la Confédération internationale des syndicats chrétiens (CISC). Elle prend en 1964 sa dénomination malgache toujours en vigueur de Sekrima ou Sendika kristianina malagasy.
Vers 1976 l'État interdit de fait l'activité des syndicats indépendants du Front national de défense de la Révolution (FNDR). La Sekrima suspend donc ses activités jusqu'en 1984 et les reprend alors petit à petit avec le rétablissement du pluralisme.
La Sekrima est l'un des acteurs de la Conférence des travailleurs de Madagascar (CTM).

## Composition
La Sekrima regroupe 7 fédérations :
- Fekritama - Fédération chrétienne des paysans malagasy (agriculture)
- Fectrasi - Fédération chrétienne des travailleurs du secteur informel, qui regroupe les travailleurs non régis par le statut commercial tels que artisans, marchands des rues, dockers, etc., issue de la fusion le 8 juillet 1995 de deux anciennes fédérations : Fekrima (Fédération des artisans) et Fekrieba (Fédération des agents du secteur informel).
- Fekrisam - Fédération chrétienne des services malgaches (établissements privés régis par le code du travail)[4]
- Fekrimpama - Federasionina Kristianin’ny Mpanabe Malagasy (enseignants et autres personnels du système scolaire public et privé, de la maternelle à l'université)
- Fecpama - Fédération chrétienne de la pêche artisanale malgache
- Fekmama - Fédération chrétienne des marins malgaches, qui regroupe les marins et gens de mer, fondée en juin 1993
- Fekrimi - Fédération des travailleurs des entreprises industrielles, fondée en 1987 :
  - Bois et bâtiment
  - Textile et habillement
  - Agro-alimentaires
  - Mines
  - Énergie
  - Construction mécanique et métallurgie
  - Chimie